# 5OP2
5OP2 is een talkshow die de NTR elke werkdag van 16.30 tot 17.00 uur uitzendt via Nederland 2. Het programma wordt omschreven als een educatieve talkshow over actuele maatschappelijke onderwerpen, waarvan verleden, heden en toekomst belicht worden. Het programma ontleent zijn naam aan het feit dat het gepresenteerd wordt door vijf verschillende presentatoren, op elke dag een, en wordt uitgezonden op Nederland 2. Op 6 april 2012 kwam het laatste programma uit de serie. De reden van beëindiging zou zijn terug te voeren op de bezuinigingsronde van het Kabinet-Rutte I, maar tegenvallende kijkcijfers speelden zeker een rol.